# Kristaps Zvejnieks
Kristaps Zvejnieks (ur. 15 lutego 1992 w Rydze) – łotewski narciarz alpejski i rolkarz, olimpijczyk.

## Kariera
Po raz pierwszy na arenie międzynarodowej Zvejnieks pojawił się 6 grudnia 2007 roku w norweskim Geilo, gdzie w zawodach rangi FIS zajął 65. miejsce w slalomie gigancie. W 2008 roku wystąpił na mistrzostwach świata juniorów w Formigal, gdzie jego najlepszym wynikiem było 36. miejsce w slalomie. Jeszcze czterokrotnie startował w zawodach tego cyklu, najlepszy wynik osiągając podczas rozgrywanych w 2013 roku mistrzostw świata juniorów w Quebecu, gdzie był ósmy w kombinacji.
W zawodach Pucharu Świata zadebiutował 24 stycznia 2012 roku w Schladming, gdzie został zdyskwalifikowany podczas pierwszego przejazdu w slalomie. Pierwsze pucharowe punkty wywalczył 6 stycznia 2016 roku w Santa Caterina, zajmując 26. miejsce w tej samej konkurencji. W 2011 roku wystąpił na mistrzostwach świata w Garmisch-Partenkirchen, gdzie zajął 36. miejsce w slalomie i 54. miejsce w gigancie. Startował także na trzech kolejnych imprezach tego cyklu, zajmując m.in. 32. miejsce w slalomie w 2017 roku, co jest jego najlepszym wynikiem na mistrzostwach świata. W 2010 roku uczestniczył w igrzyskach olimpijskich w Vancouver, zajmując 37. miejsce w slalomie i 62. miejsce w gigancie. Brał także udział w igrzyskach w Soczi w 2014 roku, gdzie w gigancie zajął 43. miejsce, a rywalizacji w slalomie nie ukończył. 4 lata później, na igrzyskach w Pjongczangu, jego najlepszym wynikiem była 26. lokata w superkombinacji.
W 2017 roku, podczas Zimowej Uniwersjady w Ałmaty, zdobył złoty medal w superkombinacji.
Zvejnieks jest również rolkarzem, osiągającym dobre wyniki i reprezentującym swój kraj na arenie międzynarodowej.
Jego młodsi bracia, Miks oraz Davis, również są narciarzami alpejskimi.

## Osiągnięcia

### Igrzyska olimpijskie
| Miejsce | Dzień     | Rok  | Miejscowość | Konkurencja     | Czas biegu  | Strata   | Zwycięzca        |
| ------- | --------- | ---- | ----------- | --------------- | ----------- | -------- | ---------------- |
| 62.     | 23 lutego | 2010 | Vancouver   | Gigant          | 2:37,83 min | +20,79 s | Carlo Janka      |
| 37.     | 27 lutego | 2010 | Vancouver   | Slalom          | 1:39,32 min | +11,97 s | Giuliano Razzoli |
| 43.     | 19 lutego | 2014 | Soczi       | Gigant          | 2:45,29 min | +12,01 s | Ted Ligety       |
| DNF1    | 22 lutego | 2014 | Soczi       | Slalom          | 1:41,84 min | —        | Mario Matt       |
| 26.     | 13 lutego | 2018 | Pjongczang  | Superkombinacja | 2:06,52 min | +5,24 s  | Marcel Hirscher  |
| 35.     | 18 lutego | 2018 | Pjongczang  | Gigant          | 2:18,04 min | +10,23 s | Marcel Hirscher  |
| DNF1    | 22 lutego | 2018 | Pjongczang  | Slalom          | 1:38,99 min | —        | André Myhrer     |

### Mistrzostwa świata
| Miejsce | Dzień     | Rok  | Miejscowość       | Konkurencja | Czas biegu  | Strata   | Zwycięzca            |
| ------- | --------- | ---- | ----------------- | ----------- | ----------- | -------- | -------------------- |
| 54.     | 18 lutego | 2011 | Ga-Pa             | Gigant      | 2:11,90 min | —        | Ted Ligety           |
| 36.     | 20 lutego | 2011 | Ga-Pa             | Slalom      | 1:42,88 min | +14,40 s | Jean-Baptiste Grange |
| 38.     | 15 lutego | 2013 | Schladming        | Gigant      | 2:28,92 min | +12,02 s | Ted Ligety           |
| DNF1    | 17 lutego | 2013 | Schladming        | Slalom      | 1:51,03 min | —        | Marcel Hirscher      |
| 37.     | 13 lutego | 2015 | Vail/Beaver Creek | Gigant      | 2:34,16 min | +9,21 s  | Ted Ligety           |
| DNF2    | 15 lutego | 2015 | Vail/Beaver Creek | Slalom      | 1:57,47 min | —        | Jean-Baptiste Grange |
| DNS2    | 17 lutego | 2017 | Sankt Moritz      | Gigant      | 2:13,31 min | —        | Marcel Hirscher      |
| 32.     | 19 lutego | 2017 | Sankt Moritz      | Slalom      | 1:34,75 min | +5,12 s  | Marcel Hirscher      |

### Mistrzostwa świata juniorów
| Miejsce | Dzień       | Rok  | Miejscowość       | Konkurencja | Czas biegu  | Strata   | Zwycięzca               |
| ------- | ----------- | ---- | ----------------- | ----------- | ----------- | -------- | ----------------------- |
| 36.     | 27 lutego   | 2008 | Formigal          | Slalom      | 1:29,68 min | +7,79 s  | Marcel Hirscher         |
| 52.     | 28 lutego   | 2008 | Formigal          | Supergigant | 1:21,02 min | +5,20 s  | Andreas Sander          |
| 47.     | 29 lutego   | 2008 | Formigal          | Gigant      | 1:57,00 min | +12,83 s | Marcel Hirscher         |
| DSQ1    | 31 stycznia | 2010 | Region Mont Blanc | Gigant      | 2:17,55 min | —        | Mathieu Faivre          |
| DNS     | 1 lutego    | 2010 | Region Mont Blanc | Supergigant | 1:29,71 min | —        | Maxence Muzaton         |
| 43.     | 2 lutego    | 2010 | Region Mont Blanc | Slalom      | 1:30,97 min | +11,68 s | Reto Schmidiger         |
| 62.     | 30 stycznia | 2011 | Crans-Montana     | Gigant      | 2:19,62 min | +17,30 s | Alexis Pinturault       |
| DSQ1    | 31 stycznia | 2011 | Crans-Montana     | Slalom      | 1:28,54 min | —        | Reto Schmidiger         |
| DNS     | 3 lutego    | 2011 | Crans-Montana     | Zjazd       | 1:37,34 min | —        | Boštjan Kline           |
| DNS     | 4 lutego    | 2011 | Crans-Montana     | Supergigant | 1:22,44 min | —        | Boštjan Kline           |
| 38.     | 2 marca     | 2012 | Roccaraso         | Zjazd       | 1:11,99 min | +4,38 s  | Ryan Cochran-Siegle     |
| 35.     | 3 marca     | 2012 | Roccaraso         | Supergigant | 1:02,73 min | +2,85 s  | Ralph Weber             |
| 39.     | 7 marca     | 2012 | Roccaraso         | Gigant      | 2:39,50 min | +7,71 s  | Henrik Kristoffersen    |
| DNF1    | 9 marca     | 2012 | Roccaraso         | Slalom      | 1:38.44 min | —        | Santeri Paloniemi       |
| 45.     | 22 lutego   | 2013 | Québec            | Zjazd       | 1:30,95 min | +4,58 s  | Nils Mani               |
| 47.     | 24 lutego   | 2013 | Québec            | Supergigant | 58,49 s     | +2,47 s  | Thomas Mayrpeter        |
| 33.     | 25 lutego   | 2013 | Québec            | Gigant      | 2:20,75 min | +5,57 s  | Aleksander Aamodt Kilde |
| 14.     | 26 lutego   | 2013 | Québec            | Slalom      | 1:59,40 min | +5,18 s  | Manuel Feller           |
| 8.      | 26 lutego   | 2013 | Québec            | Kombinacja  | ?           | ?        | Henrik Kristoffersen    |

### Puchar Świata

#### Miejsca w klasyfikacji generalnej
- sezon 2015/2016: 149.

#### Miejsca na podium w zawodach
- Jak dotąd Zvejnieks nie stanął na podium zawodów PŚ.